# Stephen Moorbath
Stephen Erwin Moorbath (9 mai 1929 - 16 octobre 2016) est un géochronologue britannique. Il crée (1956-1958) puis dirige le Groupe de recherche sur l'âge géologique et les isotopes à l'université d'Oxford ,.

## Biographie
Moorbath et ses collaborateurs démontrent le grand écart entre les gneiss de Scourian (2 600 millions d'années) et de Laxfordian (1 600 millions d'années) dans le nord-ouest de l'Écosse. Il établit le modèle d'âge minéral de base des calédonides écossais et irlandais (420 à 450 millions d'années) et l'interprète comme un intervalle de refroidissement- soulèvement. Il est également le pionnier des études isotopiques du plomb sur les gneiss anciens, montrant qu'une grande partie du Lewisien existait il y a plus de 2 900 millions d'années. Stephen date les roches les plus anciennes encore connues sur Terre (plus de 3 800 millions d'années) de l'ouest du Groenland et applique la méthode rubidium-strontium pour dater les sédiments torridoniens. De plus, il élucide l'histoire complexe des minerais de plomb britanniques et scandinaves, et montre que les magmas acides tertiaires de Skye sont des gneiss lewisiens refondus (âgés de plus de 3 000 millions d'années) alors que ceux d'Islande sont d'origine mantellique .
Moorbath est élu membre de la Royal Society (FRS) en 1977. En 1978, il reçoit la médaille Murchison de la Société géologique de Londres et en 1979, la médaille Steno de la Société géologique danoise pour ses travaux sur les isotopes et la datation du Précambrien du Groenland occidental .